# Crocodilosa ovicula
Crocodilosa ovicula là một loài nhện trong họ Lycosidae.
Loài này thuộc chi Crocodilosa. Crocodilosa ovicula được Tord Tamerlan Teodor Thorell miêu tả năm 1895.